# Allsvenskan i bandy för damer 2003/2004
Allsvenskan i bandy för damer 2003/2004 spelades som grundserie 15 november 2003–18 januari 2004, som vanns av Västerstrands AIK, och fortsättningsserien mellan 31 januari och 28 februari 2004, som vanns av AIK. Säsongen avslutades med att AIK blev svenska mästarinnor efter seger med 4-1 mot Västerstrands AIK i finalmatchen på Studenternas IP i Uppsala den 20 mars 2004.

## Upplägg
Lag 1-6 gick vidare till Elitserien, en fortsättningsserie som spelades 31 januari-28 februari 2004, från vilken lag 1-4 gick vidare till slutspel om svenska mästerskapet. Lag 5-6 gick till kvalspel.

## Förlopp
- Skytteligan vanns av Åsa Fredin, Västerstrand AIK med 40 fullträffar.[2].
- Finalpubliken på 3 174 åskådare innebar nytt svenskt publikrekord för dambandy.[3]

## Seriespelet

### Allsvenskan
| Nr | Lag                | S  | V  | O | F  | +/-      | P  |
| -- | ------------------ | -- | -- | - | -- | -------- | -- |
| 1  | Västerstrands AIK  | 14 | 13 | 0 | 1  | 141 - 18 | 27 |
| 2  | AIK                | 14 | 10 | 1 | 3  | 129 - 26 | 21 |
| 3  | Sandvikens AIK     | 14 | 10 | 1 | 3  | 99 - 41  | 21 |
| 4  | Edsbyns IF         | 14 | 9  | 1 | 4  | 94 - 45  | 19 |
| 5  | Villa Lidköping BK | 14 | 6  | 0 | 8  | 49 - 75  | 12 |
| 6  | Strömsbro/Skutskär | 14 | 3  | 1 | 10 | 39 - 94  | 7  |
| 7  | Västerås SK        | 14 | 2  | 1 | 11 | 36 - 102 | 5  |
| 8  | Hammarby IF        | 14 | 0  | 0 | 14 | 10 - 185 | 0  |

### Elitserien
| Nr | Lag                | S | V | O | F | +/-     | P  |
| -- | ------------------ | - | - | - | - | ------- | -- |
| 1  | AIK                | 5 | 5 | 0 | 0 | 43 - 8  | 10 |
| 2  | Västerstrands AIK  | 5 | 4 | 0 | 1 | 41 - 10 | 8  |
| 3  | Edsbyns IF         | 5 | 3 | 0 | 2 | 22 - 21 | 6  |
| 4  | Sandvikens AIK     | 5 | 2 | 0 | 3 | 23 - 21 | 4  |
| 5  | Strömsbro/Skutskär | 5 | 1 | 0 | 4 | 6 - 42  | 2  |
| 6  | Villa Lidköping BK | 5 | 0 | 0 | 5 | 9 - 42  | 0  |

## Seriematcherna

### Allsvenskan
| - 8 november 2003 Villa Lidköping BK-Hammarby IF 11-1 - 8 november 2003 Strömsbro/Skutskär-AIK 1-13 - 9 november 2003 Edsbyns IF-AIK 1-5 - 9 november 2003 Västerstrands AIK-Hammarby IF 22-1 - 15 november 2003 Strömsbro/Skutskär-Villa Lidköping 1-2 - 15 november 2003 Sandviken-Västerås 14-0 - 15 november 2003 Edsbyn-Västerstrand 1-9 - 16 november 2003 Strömsbro/Skutskär-Västerstrand 2-7 - 16 november 2003 Edsbyn-Villa Lidköping 4-2 - 16 november 2003 Västerås-Hammarby 4-1 - 16 november 2003 AIK-Sandviken 6-1 - 22 november 2003 Sandviken-Villa Lidköping 7-2 - 22 november 2003 Strömsbro/Skutskär-Edsbyn 3-7 - 22 november 2003 Västerstrand-Västerås 10-0 - 23 november 2003 Sandviken-Edsbyn 4-3 - 23 november 2003 Västerås-Strömsbro/Skutskär 2-2 - 23 november 2003 AIK-Västerstrand 0-6 - 26 november 2003 Hammarby-AIK 0-12 - 29 november 2003 Västerstrand-Strömsbro/Skutskär 16-1 - 29 november 2003 Västerås-Edsbyn 4-7 - 29 november 2003 Hammarby-Sandviken 0-12 - 30 november 2003 Sandviken-Västerstrand 1-6 - 30 november 2003 Villa Lidköping-Strömsbro/Skutskär 3-2 - 30 november 2003 Edsbyn-Hammarby 15-0 - 3 december 2003 AIK-Västerås 11-1 - 3 december 2003 Västerstrand-Villa Lidköping 14-2 - 13 december 2003 Västerås-Villa Lidköping 2-3 - 13 december 2003 Strömsbro/Skutskär-Sandviken 0-5 | - 14 december 2003 Sandviken-Strömsbro/Skutskär 4-0 - 14 december 2003 Hammarby-Västerstrand 0-16 - 14 december 2003 Villa Lidköping-Västerås 2-1 - 17 december 2003 Västerås-AIK 0-17 - 20 december 2003 Hammarby-Edsbyn 1-13 - 20 december 2003 Västerstrand-Sandviken 7-2 - 21 december 2003 AIK-Edsbyn 2-3 - 21 december 2003 Villa Lidköping-Sandviken 5-6 - 4 januari 2004 Villa Lidköping-Västerstrand 0-12 - 5 januari 2004 Hammarby-Strömsbro/Skutskär 3-11 - 6 januari 2004 Sandviken-Hammarby 27-0 - 6 januari 2004 AIK-Strömsbro/Skutskär 15-1 - 6 januari 2004 Edsbyn-Västerås 13-2 - 10 januari 2004 Hammarby-Villa Lidköping 0-4 - 10 januari 2004 Edsbyn-Sandviken 5-8 - 10 januari 2004 Strömsbro/Skutskär-Västerås 7-5 - 10 januari 2004 Västerstrand-AIK 7-5 - 11 januari 2004 Västerås-Västerstrand 1-7 - 11 januari 2004 Villa Lidköping-AIK 1-9 - 11 januari 2004 Edsbyn-Strömsbro/Skutskär 11-1 - 14 januari 2004 AIK-Hammarby 23-1 - 17 januari 2004 Sandviken-AIK 1-1 - 17 januari 2004 Hammarby-Västerås 1-8 - 17 januari 2004 Villa Lidköping-Edsbyn 2-9 - 18 januari 2004 Västerås-Sandviken 6-7 - 18 januari 2004 AIK-Villa Lidköping 10-2 - 18 januari 2004 Strömsbro/Skutskär-Hammarby 7-1 - 18 januari 2004 Västerstrand-Edsbyn 2-2 |

### Elitserien
| - 31 januari 2004 AIK-Edsbyn 8-1 - 31 januari 2004 Västerstrand-Strömsbro/Skutskär 15-0 - 31 januari 2004 Sandviken-Villa Lidköping 8-2 - 1 februari 2004 Strömsbro/Skutskär-Villa Lidköping 1-0 - 1 februari 2004 Västerstrand-AIK 1-4 - 1 februari 2004 Edsbyn-Sandviken 7-3 - 7 februari 2004 AIK-Strömsbro/Skutskär 11-3 - 7 februari 2004 Villa Lidköping-Edsbyn 3-5 - 8 februari 2004 Sandviken-Västerstrand 3-4 | - 14 februari 2004 AIK-Sandviken 7-0 - 14 februari 2004 Västerstrand-Villa Lidköping 15-1 - 14 februari 2004 Strömsbro/Skutskär-Edsbyn 1-6 - 28 februari 2004 Edsbyn-Västerstrand 2-6 - 28 februari 2004 Sandviken-Strömsbro/Skutskär 9-1 - 28 februari 2004 Villa Lidköping-AIK 3-13 |

## Slutspel om svenska mästerskapet

### Semifinaler
- 6 mars 2004: Edsbyns IF-Västerstrands AIK 2-9
- 6 mars 2004: Sandvikens AIK-AIK 0-10

- 13 mars 2004: Västerstrands AIK-Edsbyns IF 6-3 (Västerstrands AIK vidare med 2-0 i matcher)
- 13 mars 2004: AIK-Sandvikens AIK 10-1 (AIK vidare med 2-0 i matcher)

### Final
- 20 mars 2004: AIK-Västerstrands AIK 4-1 (Studenternas IP, Uppsala)

### Fotnoter
1. ↑  Erik Jonsson. ”2000–2009”. Svenska Bandyförbundet. Arkiverad från originalet den 17 mars 2020. https://web.archive.org/web/20200317214713/https://www.svenskbandy.se/BANDYFINALEN/HISTORIK/Svenskamastare/Damer/2000-2009. Läst 25 mars 2020.
2. ↑  Erik Jonsson. ”Skyttedrottningar”. Svenska Bandyförbundet. Arkiverad från originalet den 13 januari 2016. https://web.archive.org/web/20160113123336/http://www.svenskbandy.se/SERIERCUPER/ELITSERIENDAM/HISTORIKSTATISTIK/SKYTTEDROTTNINGAR/. Läst 11 oktober 2009.
3. ↑  ”Bandyhistoria”. Svenska Bandyförbundet. Arkiverad från originalet den 25 mars 2020. https://web.archive.org/web/20200325154924/https://www.svenskbandy.se/BANDY-INFO/FORBUNDET/Historikochstatistik/Historiskamilstolpar/Bandyhistoria2001-. Läst 25 mars 2020.